# Fresnillo
Fresnillo de González Echeverría [fres'nijo] je město v mexickém státě Zacatecas; leží 700 km severozápadně od Ciudad de México v nadmořské výšce 2 180 m. Město je známé díky těžařské firmě Fresnillo plc. Nedaleký Mina Proaño je největším světovým dolem na stříbro. Těží se zde také zlato, měď a olovo.
Ložiska stříbra objevil conquistador Diego Fernandez de Proaño. Město založil v roce 1554 patnáctiletý Francisco de Ibarra. Jeho název pochází ze slova fresnillo (malý jasan) a později byl rozšířen o jméno místního politika Josého Gonzáleze Echeverríy.
Nejvýznamnějšími kostely jsou Iglesia de la Purificación a Iglesia de Santa Ana. Nedaleko města leží poutní místo Santuario de Plateros; vede přes ně Camino Real de Tierra Adentro, která je světovým dědictvím UNESCO.
Ve Fresnillu se narodil hudební skladatel Manuel María Ponce. Vznikla zde také skupina Los Temerarios, která vyniká v žánru grupero.
Pěstuje se zde kukuřice, pšenice, fazole a papriky, významné je také dobytkářství. Místní kulinářskou specialitou jsou plněné kukuřičné placky gorditas doradas.
Od roku 1954 se koná každoroční veletrh Feria Nacional de la Plata. Roku 1985 byla otevřena vysoká škola Universidad Autónoma de Fresnillo. Odpočinkovou zónou je park s obeliskem a slunečními hodinami, který léta 1833 otevřel prezident Antonio López de Santa Anna.
V roce 2013 se stal Benjamín Medrano prvním otevřeně homosexuálním starostou v Mexiku.
Míra kriminality ve Fresnillu patří k nejvyšším v Mexiku.